# Врсовница
Врсовница (Lactarius sanguifluus)је врста јестиве гљиве која претежно расте уз стабла борова.

## Клобук
Клобук је претежно величине од 6 cm до 13 cm - већ млад ниже испупчен, убрзо тањирасто до љевкасто удубљен и валовито-ужлијебљено нераван; ексцентричан и искривљен, у старијих често на једну страну знатно издубљенији; руб у младости краће подврнут, касније или такав или само надоље окренут, танак, но ни урезан ни исцрткан, бијело замагљен дуже времена. Кожица за влажна времена мање-више слипава, убрзо суха, с храпавом површином и као да је бијелим ситно стуцаним стаклом осута. Боје је у основи већином врло блиједе, свијетле кожастоокер, понекад толико да дјелује као прљавобијела: тој основи, према случају и од примјерка до примјерка придружују се мање или више изражени, у мањим или већим партијама (или и цијелом површином), наранџасти, сиви, лила, риђи, зелени па и виолет тонови - но све је то нечисто разливено, мутно, умрљано и махом пригушено, ријетко тамније, односно живље. Вишеод пола примјерака има и различито упадљиве зоне, већином тамније наранџасте од основе, али почесто и риђе, цигласте, лила или винскисмеђе боје, понекад барем с једне стране и зелене.

## Листићи
Листићи су краће, гдјекад готово равно прирасли, прилично густи и с много lamellula различитих дужина, склони и рачвању, а у дну могу бити и анастомозирани, кратки, тек 3-5 mm. Свијетложућкасти, затим све тамније наранџастомеснати, уз све већу примјесу црвеног, риђег, до сивог и смеђег, што све заједно даје љубичаст, па чак и аметистплави тон. На притисак риђелила, касније зелене. И сами по себи, дјелимично или цијелом дужином, често су зелени, особито старији.

## Отрусина
Отрусина је свијетложута.

## Стручак
Стручак је величине од 3 cm до 5 cm или од 1,5 cm до 3,5 cm, кратак увијек краћи од ширине клобука и набит, претежно ваљкаст, одоздо полукружно заобљен. Сух и брашнасто-храпаве барем у горњем дијелу, бијел, жућкаст, боје меса или свијетлолила, често такођер и плавозеленкаст, само нахукан тим нијансама или у ширим мрљама, попут клобука. У већини случајева, али не увијек има крупније но плиће јамице с равним дном у тамнијим тоновима, смеђецрвеним или (смеђе) лила. На притисак позелени (с временом). Пун, с мекшом, спужвастотрстикастом језгром.

## Месо
Месо изнад стручка прилично дебело, бјеличасто до боје маслаца, само по себи не црвени, него се млијеком боји у шарама и тачкицама, и то најприје загаситоцрвено, затим зелено. Крто, дробиво, особито у стручку. Укус сладак или од млијека, једва примјетно горкаст. Мирис воћни.

## Млијеко
Млијеко је изворно и одмах тамноцрвене боје, као осушена крв, готово смеђецрвено, боје ополо вина, након десетак минута и мало љубичасто, а након више сати мутно посмеђи.

## Микроскопија
Споре 7.5-9.5/6-7.5 с прилично крупним бубуљицама, само дјелимично ниским ребрима спојеним, малобројним u deliciosusa.

## Доба
X-I (II)

## Јестивост
Врхунски укусна гљива, једна од најбољих међу свима, премда за појединце преслатка.

## Сличне врсте
Од свих других рујница лако се разликује по тамно(смеђе)црвеном те винскицрвеном млијеку већ у свјежем стању.